# 1960年の音楽
1960年の音楽（1960ねんのおんがく）では、1960年（昭和35年）の世界の音楽状況について記述する。

## 概要
- エディ・コクランが、イギリスで交通事故にあって死亡した[1]。
- 藤島桓夫の「月の法善寺横町」がヒットした。
- 12月31日 - 第11回NHK紅白歌合戦
  - トップバッター - 荒井恵子(紅)、若山彰(白)
  - トリ - 島倉千代子(紅)、三橋美智也(白)

## 洋楽シングル
| - パーシー・フェイス楽団 「夏の日の恋」 - サム・クック 「ワンダフル・ワールド」「チェイン・ギャング」 - チャビー・チェッカー 「ザ・ツイスト」 - ファッツ・ドミノ 「ウォーキング・トゥ・ニューオーリンズ」 - ミラクルズ 「ショップ・アラウンド」 - ドリフターズ 「ラストダンスは私に」 - モーリス・ウィリアムズ&ゾディアックス 「ステイ」 - ハリウッド・アーガイルズ 「アーリー・ウープ」 - ザ・ベンチャーズ 「急がば廻れ」（ウォーク・ドント・ラン） - シャドウズ 「アパッチ」 - エルヴィス・プレスリー 「今夜はひとりかい?」「イッツ･ナウ･オア･ネバー」 - エディ・コクラン 「スリー・ステップス・トゥ・ヘヴン」 - ジョニー・バーネット 「ユア・シックスティーン」 - レイ・チャールズ 「我が心のジョージア」 - ブラザーズ・フォー 「グリーン・フィールズ」 - ドリフターズ 「ラストダンスは私に」 - ポール・アンカ 「マイ・ホーム・タウン」「パピー・ラヴ」 - ニール・セダカ 「カレンダー・ガール」「星へのきざはし」「きみこそすべて」 - ロイ・オービソン 「オンリー・ザ・ロンリー」 - ブレンダ・リー 「乙女の青春」 - ベルト・ケンプフェルト 「星空のブルース」 | - ブライアン・ハイランド 「ビキニスタイルのお嬢さん」 - ジミー・ジョーンズ 「ステキなタイミング」 - ザ・シレルズ 「ウィル・ユー・ラヴ・ミー・トゥモロウ / ボーイズ」 - ローレンス・ウェルク 「夢のカルカッタ」 - ゲイリー・U.S.ボンズ 「ニューオリンズ」 - ロージー&ジ・オリジナルズ 「エンジェル・ベイビー」 - ジョニー・ティロットソン 「ポエトリー・イン・モーション」 - ワンダ・ジャクソン 「レッツ・ハヴ・ア・パーティー」 - フロイド・クレーマー 「ラスト・デイト」 - レイ・ピーターソン 「ローラに好きだと言ってくれ」 - スティーヴ・ローレンス 「悲しきあしおと」 - アニタ・ブライアント 「ペーパー・ローゼズ」 - アルマ・コーガン 「恋の汽車ポッポ」「ポケット・トランジスター」 - セリア・クルス 「月影のキューバ」 - コニー・フランシス 「エヴリバディーズ・サムバディーズ・フール」 - エヴァリー・ブラザーズ 「キャシーズ・クラウン」「ホエン・ウィル・アイ・ビー・ラヴド」「レット・イット・ビー・ミー」 - アネット 「パイナップル・プリンセス」 - リトル・ウィリー・ジョン - 「スリープ」 - アール・キング 「カム・オン」 |

## 洋楽アルバム
- チャック・ベリー – Rockin' at the Hops
- アート・ブレイキー & The Jazz Messengers – A Night in Tunisia
- オーネット・コールマン – This Is Our Music
- ジョン・コルトレーン – ジャアント・ステップス
- リッキー・ネルソン – More Songs By Ricky
- ロイ・オービソン – Lonely and Blue

## 邦楽シングル
| - 愛川ルミコ 「刈干馬子唄」 - アイ・ジョージ 「ラ・マラゲーニヤ」 - 赤木圭一郎 「霧笛が俺を呼んでいる」 - 天津羽衣 「お吉物語」 - 石川進 「ビキニスタイルのお嬢さん」 - 伊藤久男 「風雪」 - 井上ひろし 「雨に咲く花」 - 木田ヨシ子 「黒いオルフェ」 - 小坂一也 「ローハイド」 - 越路吹雪 「幸福を売る男」 - 小林旭 「アキラのダンチョネ節」「さすらい」「アキラのズンドコ節」 - 佐川ミツオ 「無情の夢」 - 坂本九 「ステキなタイミング」 - 島倉千代子 「白い小指の歌」「他国の雨」 - ダニー飯田とパラダイスキング 「悲しき六十才」 死ぬまで一緒に」 - 西田佐知子 「アカシヤの雨がやむとき」 - 橋幸夫 「潮来笠」「あれが岬の灯だ」「おけさ唄えば」「喧嘩富士」 - 花村菊江 「潮来花嫁さん」 - ザ・ピーナッツ 「悲しき16才」 | - 平尾昌章 「恋の片道切符」「悲しきインディアン」「ミヨチャン」 - 藤島桓夫 「月の法善寺横町」 - フランク永井 「東京カチート」「大阪野郎」「好き好き好き」 - ペギー葉山 「オルフェの歌」 - 松尾和子 「再会」「夜がわるい」 - 松尾和子&和田弘とマヒナスターズ 「グッド・ナイト」 - 松山恵子 「アンコ悲しや」 - 豆千代 「千鳥草紙」 - 三浦洸一 「流転」 - 水原弘 「黒い落葉」 - 美空ひばり 「哀愁波止場」 - 三波春夫 「一本刀土俵入り」 - 三橋美智也 「達者でナ」「快傑ハリマオの歌」 - 村田英雄 「ジャコ万と鉄」 - 守屋浩 「有難や節」 - 森山加代子 「月影のナポリ」「メロンの気持」「月影のキューバ」 - 山下敬二郎 「ダイアナ」「恋の片道切符」「バッファロー・マーチ」 - 若山彰 「きけわだつみのこえ」 - 和田弘とマヒナスターズ 「お百度こいさん」 - 童謡「犬のおまわりさん」 |

## 主な音楽賞
| 賞                                      | 受賞作・受賞者 |
| --------------------------------------- | --- |
| 第15回芸術祭賞                          | - 芸術祭賞(音楽部門) - ラジオのためのオペラ 「あやめ」 - 奨励賞(音楽部門) - 塚谷晃弘「弦楽と打楽器のための組曲」の作曲 |
| 第10回サンレモ音楽祭                    | - 大賞 - トニー・ダララとレナート・ラシェル「Romantica」 |
| 第5回ユーロビジョン・ソング・コンテスト | - 優勝者 - ジャクリーヌ・ボワイエ「トム・ピリビ」 |
| 第2回日本レコード大賞                   | - 大賞 - 松尾和子&和田弘とマヒナスターズ「誰よりも君を愛す」 - 新人賞 - 橋幸夫「潮来笠」 - 歌唱賞 - 美空ひばり「哀愁波止場」 - 作曲賞 - 古賀政男（島倉千代子「白い小ゆびの歌」) - 企画賞 - 日本コロムビア「ズンドコ節」「ダンチョネ節」歌:小林旭 - 童謡賞 - 水上房子／キング小鳩会「ゆうらんバス」 |
| 第2回グラミー賞                         | - 最優秀レコード賞 - ボビー・ダーリン「マック・ザ・ナイフ」 - 最優秀アルバム賞 - フランク・シナトラ「Come Dance with Me」 - 最優秀楽曲賞 - ジミー・ドリフトウッド「ニューオーリンズの戦い」 - 最優秀新人賞 - ボビー・ダーリン                                                                      |

## デビュー
- 2月 - かまやつヒロシ／殺し屋のテーマ
- 5月 - 仲宗根美樹／愛に生きる
- 5月 - ポス宮崎とコニー・アイランダース
- 6月 - 森山加代子／月影のナポリ
- 7月 - 佐々木功（現・ささきいさお）／本命はお前だ
- 7月5日 - 橋幸夫／潮来笠
- 7月5日 - 佐川ミツオ（現・佐川満男）／二人の並木道
- 月日不明 - 榊原貴代子（現・青山和子）／さみしい花
- 月日不明 - 松方弘樹／十七才のブルース
- 月日不明 - 冨田勲／野鳥の調べ

## 誕生
出身地または国籍が日本である人物の国名表記は省略。
- 1月1日 - 梁邦彦（東京都、ピアニスト）
- 1月3日 - コシミハル（東京都、シンガーソングライター）
- 1月4日 - マイケル・スタイプ（、シンガーソングライター、R.E.M.）
- 1月6日 - 大場久美子（埼玉県、女優、歌手、心理カウンセラー）
- 1月6日 - 高田誠一（長崎県、歌手、元BLACK CATS）
- 1月9日 - 矢野良子（京都府、元歌手）
- 1月18日 - 桑江知子（琉球政府、歌手）
- 1月21日 - 加藤高道（愛知県、歌手、狩人）
- 1月22日 - マイケル・ハッチェンス（、歌手、INXS、+1997年・37歳没）
- 1月23日 - 錦織健（島根県、テノール歌手）
- 1月25日 - 荒木由美子（佐賀県、歌手・女優・タレント）
- 1月25日 - JILL（東京都、歌手、PERSONZ）
- 1月27日 - 清水ミチコ（岐阜県、ものまねタレント・女優・歌手）
- 1月28日 - 小倉博和（香川県、ギタリスト、アイリーン・フォーリーン/元SUPER CHIMPANZEE/山弦/kōkua）
- 1月28日 - 林“VOH”紀勝（埼玉県、パーカッショニスト、スターダストレビュー）
- 2月1日 - 上野耕路（千葉県、作曲家、元ハルメンズ/元ゲルニカ）
- 2月1日 - 渡辺英樹（東京都、ベーシスト、C-C-B、+2015年・55歳没）
- 2月4日 - ジョナサン・ラーソン（、作曲家、+1996年・35歳没）
- 2月10日 - 及川眠子（和歌山県、作詞家）
- 2月13日 - 山本百合子（東京都、声優・元歌手）
- 2月16日 - ピート・ウィリス (Pete Willis) （、ギタリスト、元デフ・レパード）
- 2月18日 - ガゼボ（、歌手）
- 2月28日 - 大川透（鹿児島県、声優・歌手）
- 2月29日 - 平松広和（愛知県、声優・元歌手）
- 3月3日 - Chachamaru（京都府、ギタリスト、元YELLOW FRIED CHICKENz）
- 3月5日 - 大久保謙作（神奈川県、ベーシスト、米米CLUB）
- 3月8日 - 木暮武彦（東京都、ギタリスト、元レベッカ/RED WARRIORS）
- 3月10日 - 熊谷真実（静岡県、声優・元歌手）
- 3月12日 - 二井原実（大阪府、シンガーソングライター、LOUDNESS）
- 3月12日 - 野宮真貴（北海道、歌手、元ピチカート・ファイヴ）
- 3月13日 - コロッケ（熊本県、ものまねタレント・歌手）
- 3月14日 - 大内義昭（福岡県、歌手、+2015年・55歳没）
- 3月29日 - ECD（東京都、ヒップホップミュージシャン、+2018年）
- 4月3日 - 松澤浩明（大阪府、ギタリスト、元MAKE-UP、+2010年・50歳没）
- 4月9日 - 西崎緑（東京都、歌手・女優・日本舞踊家）
- 4月19日 - 沼澤尚（東京都、ドラマー、THEATRE BROOK/元Rabbit）
- 4月23日 - スティーヴ・クラーク（、ギタリスト、デフ・レパード +1991年）
- 4月26日 - ロジャー・テイラー（英語版）（、ドラマー、デュラン・デュラン）
- 5月3日 - シュテッフェン・シュライエルマッハー（、ピアニスト）
- 5月5日 - 斎藤茂（北海道、音楽プロデューサー）
- 5月6日 - 高浪慶太郎（長崎県、ミュージシャン、元ピチカート・ファイヴ）
- 5月10日 - ボノ（、シンガーソングライター、U2）
- 5月12日 - EPO（東京都、シンガーソングライター、セラピスト）
- 5月15日 - 井上俊次（大阪府、ミュージシャン、レイジー）
- 5月24日 - オオタスセリ（東京都、お笑いタレント/シンガーソングライター）
- 5月25日 - ウォレス・ルーニー（、ジャズトランペッター、+2020年・59歳没）
- 5月25日 - 堀広道（東京都、俳優・元歌手）
- 5月26日 - 石原慎一（山梨県、歌手・俳優・声優、Project.R）
- 6月2日 - 神保美喜（東京都、女優、歌手）
- 6月6日 - スティーヴ・ヴァイ（、歌手、元アルカトラス/元ホワイトスネイク）
- 6月13日 - 山田邦子（東京都、お笑いタレント・女優・元歌手）
- 6月20日 - ジョン・テイラー（、ベーシスト、デュラン・デュラン）
- 6月20日 - 花田裕之（福岡県、ミュージシャン、ルースターズ）
- 6月22日 - 石川広志（長崎県、ドラマー）
- 6月23日 - 高田みづえ（鹿児島県、元歌手・元タレント）
- 7月4日 - 三木黄太（東京都、チェリスト、PASCALS、+2020年・59歳没）
- 7月5日 - 戸城憲夫（、歌手、元ZIGGY/元LANCE OF THRILL/THE SLUT BANKS/BAD SiX BABiES/元The DUST'N'BONEZ）
- 7月6日 - 横山剣（神奈川県、歌手、元クールス/クレイジーケンバンド）
- 7月9日 - 浅野ゆう子（兵庫県、女優、歌手）
- 7月14日 - 小川文明（大阪府、キーボーディスト、すかんち、+2014年・53歳没）
- 7月15日 - 笠松美樹（東京都、歌手、キーボーディスト、元Sugar）
- 7月15日 - 長沢久美子（神奈川県、歌手、ギタリスト、元Sugar）
- 7月16日 - CHAKA（大阪府、歌手）
- 7月17日 - ドーン・アップショウ（、歌手）
- 7月22日 - ジョン・オリヴァ（、歌手、サヴァタージ）
- 7月25日 - 片山圭司（大阪府、歌手、元BLUEW/元spAed）
- 7月25日 - KONTA（東京都、歌手、BARBEE BOYS）
- 7月27日 - 麻倉未稀（大阪府、歌手）
- 7月30日 - デイヴ・ライリー（、歌手、ビッグ・ブラック、+2019年・59歳没）
- 8月4日 - 美保純（静岡県、女優・タレント・元歌手）
- 8月6日 - 河合わかば（福岡県、トロンボーン奏者、米米CLUB/元BIG HORNS BEE/クレイジーケンバンド）
- 8月10日 - 杏子（長野県、歌手、BARBEE BOYS）
- 8月12日 - 角松敏生（東京都、シンガーソングライター・音楽プロデューサー）
- 8月14日 - サラ・ブライトマン（、ソプラノ歌手・女優）
- 8月15日 - サンプラザ中野くん（山梨県、歌手、元爆風スランプ）
- 8月16日 - フランツ・ウェルザー＝メスト（、指揮者）
- 8月25日 - 田中宏幸（大阪府、ベーシスト、元レイジー/元LOUDNESS/元ネバーランド/元AIRBLANCA、+2006年・46歳没）
- 8月26日 - ブランフォード・マルサリス（、ジャズ・サクソフォーン奏者）
- 9月6日 - 大江千里（大阪府、シンガーソングライター）
- 9月8日 - エイミー・マン（、シンガーソングライター）
- 9月8日 - 松井常松（群馬県、ベーシスト、BOØWY）
- 9月11日 - 涼風真世（宮城県、女優・声優・歌手）
- 9月19日 - 土橋安騎夫（東京都、音楽プロデューサー、レベッカ）
- 9月29日 - ビル・リーフリン（、ミュージシャン、元R.E.M./元キング・クリムゾン、+2020年・59歳没）
- 9月29日 - 毛利公子（神奈川県、歌手、ベーシスト、元Sugar +1990年・29歳没）
- 10月4日 - 土屋公平（東京都、ギタリスト、元THE STREET SLIDERS/JOY-POPS）
- 10月5日 - きんた・ミーノ（和歌山県、ラジオパーソナリティ・歌手、おかげ様ブラザーズ）
- 10月5日 - 黒木瞳（福岡県、女優・元歌手）
- 10月6日 - 広瀬さとし（大阪府、ギタリスト、44MAGNUM）
- 10月7日 - 氷室京介（群馬県、シンガーソングライター、元BOØWY）
- 10月10日 - エリック・マーティン（、歌手、MR. BIG）
- 10月12日 - 真田広之（東京都、俳優・歌手）
- 10月13日 - 生瀬勝久（兵庫県、俳優・元歌手）
- 10月13日 - 橋爪淳（東京都、俳優・元歌手）
- 10月19日 - 堀江淳（北海道、シンガーソングライター）
- 10月21日 - 千住明（東京都、作曲家）
- 10月21日 - マリオ・ブルネロ（、チェリスト）
- 10月23日 - 三沢またろう（北海道、パーカッショニスト）
- 10月27日 - 田口智治（東京都、キーボーディスト、C-C-B）
- 11月9日 - 石田えり（熊本県、俳優・元歌手）
- 11月10日 - 川島なお美（愛知県、女優・タレント・歌手、+2015年・54歳没）
- 11月15日 - 廣石恵一（ドラマー、元杉山清貴&オメガトライブ/クレイジーケンバンド）
- 11月18日 - キム・ワイルド（、歌手）
- 11月19日 - 中博史（大分県、声優・元歌手）
- 11月19日 - マット・ソーラム（、ドラマー、元ガンズ・アンド・ローゼズ）
- 11月20日 - 倉田まり子（現・坪田まり子、長崎県、キャリアカウンセラー、元歌手）
- 11月21日 - 柴谷英樹/東真司（東京都、映画監督・元歌手・元俳優、元ギャングス）
- 11月22日 - 加藤ひさし（埼玉県、シンガーソングライター、ミュージシャン、ザ・コレクターズ）
- 12月2日 - ラズル (Razzle (musician)) （、ドラマー、ハノイ・ロックス、+1984年・24歳没）
- 12月2日 - リック・サヴェージ（、ベーシスト、デフ・レパード）
- 12月4日 - 鈴木"ZUZU"将雄（東京都、ドラマー、THE STREET SLIDERS）
- 12月7日 - 燕奈緒美・真由美（北海道、歌手、ザ・リリーズ）
- 12月11日 - 原江梨子/原めぐみ（神奈川県、歌手・女優）
- 12月12日 - 西村まさ彦（富山県、俳優・元歌手）
- 12月13日 - ジョー・リノイエ（神奈川県、音楽プロデューサー）
- 12月14日 - ハリー・ジェイムズ、（、ドラマー、サンダー）
- 12月16日 - 桂木文（愛知県、女優・元歌手）
- 12月17日 - TARAKO（群馬県、声優・ナレーター・女優・シンガーソングライター）
- 12月23日 - 城之内ミサ（東京都、作曲家・シンガーソングライター）
- 12月26日 - 高槻真裕（大分県、作詞家・作曲家）
- 12月29日 - 岸本加世子（静岡県、女優・元歌手）
- 12月30日 - セーラ・ロウエル（神奈川県、タレント・モデル・元歌手）

## 死去
- 1月12日 - カルロス・ディサルリ、タンゴピアニスト（* 1903年）
- 1月24日 - エドヴィン・フィッシャー、ピアニスト（* 1886年）
- 2月9日 - エルンスト・フォン・ドホナーニ、作曲家（* 1877年）
- 3月22日 - アンジェロ・クエスタ、指揮者（* 1901年）
- 4月17日 - エディ・コクラン、ロカビリーミュージシャン（* 1938年）
- 5月12日 - セシル・アームストロング・ギブズ、作曲家（* 1889年）
- 5月18日 - ヒューゴ・アルヴェーン、作曲家（* 1872年）
- 6月6日 - 村松孝一、フルート製作者（* 1898年）
- 6月9日 - ユッシ・ビョルリング、テノール歌手（* 1911年）
- 7月15日 - ローレンス・ティベット、バリトン歌手（* 1896年）
- 7月27日 - ヴァーシャ・プシホダ、ヴァイオリニスト（* 1900年）
- 8月23日 - オスカー・ハマースタイン2世、ミュージカル作詞家・脚本家（* 1895年）
- 9月13日 - レオ・ヴェイネル、作曲家（* 1885年）
- 11月2日 - ディミトリ・ミトロプーロス、指揮者（* 1896年）
- 11月16日 - エミール・クーパー、指揮者（* 1877年）
- 11月22日 - ニュウトン・メンドンサ、ボサノヴァピアニスト・作曲家（* 1927年）
- 12月4日 - ワルター・ゲール、指揮者（* 1903年）
- 12月7日 - クララ・ハスキル、ピアニスト（* 1895年）